# Better Days (chanson de Natalia Gutierrez et Angelo)
Pour les articles homonymes, voir Better Days.
Better Days (Espagnol : Mejores Dias) est une chanson pop colombienne sortie en 2010 interprétée par Natalia Gutierrez y Angelo. La chanson a été créée par l'armée colombienne et Radio Bemba, un petit studio d'enregistrement de jingles commerciaux, dans le but de communiquer un message caché aux soldats colombiens retenus captifs par les guérilleros des FARC.
La chanson est un morceau dance-pop d'espérance sur la façon dont les situations difficiles peuvent s'améliorer, et, caché dans le refrain se trouve du code Morse déguisé sur du rythme de dance-pop européenne. Le message dit : « 19 personnes secourues. Vous êtes les prochains. Ne perdez pas espoir.  » (espagnol : « 19 liberados. Siguen ustedes. Animo »). Il s'agissait de faire savoir aux soldats retenus en otages que l'armée colombienne infiltrait les zones contrôlées par les FARC et venait les secourir.
La chanson a été diffusée sur plus de 130 petites stations de radio et entendue par trois millions de personnes. L'armée colombienne contrôlait toutes les stations de radio locales auxquelles les FARC avaient accès. Surtout, le général de division Luis Mendieta (es) a contribué à l'opération en apparaissant à la télévision en direct et en s'adressant directement aux guérilleros leur demandant que la radio soit diffusée pour leurs prisonniers, soi-disant afin qu'ils puissent entendre les voix de leurs familles, qui appelaient fréquemment aux émissions de radio. En réalité, le but étaient qu'ils entendent cette chanson et qu'ils sachent qu'ils étaient sur le point d'être secourus.

## Origine et contexte de la chanson
Au cours du conflit colombien, plus de 6 800 personnes ont été kidnappées par le groupe de guérilla d'extrême gauche des FARC.
En 2010, l’armée colombienne a découvert un camp d’otages au cœur de la jungle, gardé par des guérilleros armés des FARC. Environ 500 soldats étaient retenus en otages dans ce camp, et certains y étaient depuis plus de 10 ans. L'armée colombienne avait infiltré le territoire contrôlé et envisageait de libérer prochainement les soldats. Ils avaient besoin d’un moyen de leur faire savoir que de l’aide arrivait. Le colonel José Espejo a contacté son ami proche, un publicitaire nommé Juan Carlos Ortiz, qui avait aidé l'armée colombienne avec des publicités anti-FARC dans le passé.
Espejo a déclaré à Ortiz qu'il avait besoin d'un moyen de faire savoir secrètement aux soldats capturés qu'ils étaient sur le point d'être secourus. En général, il est très risqué d’essayer de transmettre des messages aux captifs, car tout ce que les captifs peuvent entendre, les ravisseurs l'entendront probablement aussi. Ils ont finalement eu l’idée d’écrire une chanson pop contenant un message caché et de la diffuser sur les stations de radio contrôlées par le gouvernement colombien que les FARC écoutaient souvent.
L'idée d'insérer du code Morse dans les « bips » pour masquer les gros mots a été envisagée, mais écartée.

## Production
Le colonel Espejo et Ortiz ont collaboré avec des professionnels de la publicité colombiens tels que Rodrigo Bolivar, Alfonso Diaz, Mario Leon, Luis Castilla et le producteur Carlos Portela. Portela décrit Ortiz et son équipe comme étant « très précis sur ce qu'ils voulaient ». Il a dit qu'Ortiz avait besoin de savoir s'ils pouvaient cacher le message dans leur chanson, afin que personne ne puisse le détecter à moins de connaître le code Morse.
Cela s’est avéré être un défi majeur car de nombreux facteurs étaient en jeu. Le message devait être compréhensible, mais ne pas ressortir dans la chanson. Après de nombreuses expérimentations, ils ont découvert que, selon Portela, « le nombre magique était 20. Vous pouvez insérer environ 20 mots en code Morse dans un morceau de musique de la longueur d’un refrain, et ça sonne bien ».